# Mesotes
Mesotes is een geslacht van vlinders van de familie bladrollers (Tortricidae).

## Soorten
- M. chromataspis (Meyrick, 1921)
- M. pectinata Diakonoff, 1988
- M. psimythistes Diakonoff, 1988
- M. psymythistes Diakonoff, 1988